# Zeroville
Zeroville ist eine Tragikomödie von James Franco, die am 27. September 2019 in die US-amerikanischen Kinos kam. Der Film basiert auf dem gleichnamigen Roman von Steve Erickson aus dem Jahr 2007.

## Handlung
Der streng religiös erzogene Filmfanatiker Ike Jerome kommt im Jahr 1969 nach Hollywood. Von den meisten wird er nur „Vikar“ genannt. Seine Obsession grenzt nahe am Autismus, und ganz besonders verehrt er die Schauspieler Montgomery Clift und Elizabeth Taylor und den Film Ein Platz an der Sonne, in dem beide gemeinsam zu sehen sind. Daher hat er ihre Gesichter auf seinen kahlrasierten Hinterkopf tätowiert. In Los Angeles will Ike endlich seine Träume verwirklichen und selbst im Filmgeschäft tätig werden, doch in Hollywood findet zu dieser Zeit gerade eine Verschiebung der Machtstrukturen statt. Independent-Regisseure wie Francis Ford Coppola sind gerade angesagt, während die großen Studios Verluste hinnehmen müssen. Schließlich schafft Ike den Einstieg in die Branche als Filmeditor.

## Produktion

### Stab und Besetzung
James Franco führte Regie und übernahm auch die Hauptrolle von Ike Jerome alias Vikar. Franco holte sich für seinen Film eine Reihe weiterer Schauspieler dazu, mit denen er in der Vergangenheit häufig und gern zusammengearbeitet hatte, wie Seth Rogen, der den Viking Man spielt, und Joey King, die die Rolle von Zazi übernahm. Sein Bruder Dave Franco spielt Montgomery Clift, und Danny McBride übernahm die Rolle eines Fiancieres. Megan Fox ist in der Rolle von Soledad Paladin und Will Ferrell in der Rolle von Rondell zu sehen. Jacki Weaver spielt Dotty.

### Dreharbeiten
Die Dreharbeiten begannen am 24. Oktober 2014 in Los Angeles. Weitere Dreharbeiten fanden im November 2014 in Pasadena statt. Am 13. November 2014 drehte Franco vor dem Chinese Theatre in Hollywood.

### Veröffentlichung
Am 12. September 2015 wurde bekannt, dass Alchemy die Vertriebsrechte des Films in den USA übernommen hat. Ursprünglich war dort eine Veröffentlichung im Jahr 2016 vorgesehen. Im Mai 2016 wurden erste Setfotos veröffentlicht. Im August 2016 wurde ein erster Trailer veröffentlicht, allerdings wurde dieser kurze Zeit später aus dem Internet entfernt. Im März 2017 war der Film noch immer unveröffentlicht geblieben. Ein neuer Veröffentlichungstermin ist der 27. September 2019. Ebenfalls im September 2019 soll er beim Festival Internacional de Cine de San Sebastián gezeigt werden, wo er sich im Hauptwettbewerb befindet.

## Auszeichnungen
Festival Internacional de Cine de San Sebastián 2019
- Nominierung für die Goldene Muschel (James Franco)[4]

Goldene Himbeere 2020
- Nominierung für die schlechteste Regie (James Franco)